# Голодвижение
Голономное движение англ. holonomic movement — ключевое понятие в интерпретации квантовой механики Дэвида Бома. Оно объединяет в себе холистический принцип «неразделимого целого» с идеей, что всё находится в процессе становления (или, по его словам, являет собой «космическую ткань»). По Бому, целое — это не статичное единичное, но динамичная цельность-в-движении, в которой всё движется одновременно во взаимосвязанном процессе. Данная концепция наиболее явно представлена в работе Wholeness and the Implicate Order, опубликованной в 1980 г.

## Предпосылки
Первоначальная идея пришла Бому в начале 1970-х, в период необычайного творческого подъёма его работы в Биркберкском колледже Лондона. Голодвижение стало одним из ряда новых понятий, предложенных Бомом в попытке преодолеть механистические трактовки стандартной интерпретации квантовой теории и теории относительности.

## Нераздельная целостность
В работе Wholeness and the Implicate Order понятие голодвижения разъясняется постепенно. Сперва оно даётся в качестве аспекта цельности во введении к статье (Fragmentation and Wholeness), где Бом выводит основной её постулат: «Новая форма понимания, вероятно, может быть названа Нераздельной Целостностью в Текучем Движении». Эта точка зрения подразумевает, что поток, в каком-то смысле, предшествует самим «вещам», чьё зарождение и растворение происходит в этом потоке. Он отмечает, что «каждая относительно самостоятельная и устойчивая структура должна пониматься не в качестве чего-то независимо и постоянно существующего, но скорее в качестве производной, рождённой в целостном движении потока и, в конце концов, растворяющейся в этом же потоке. То, как она порождается и поддерживает своё существование, следовательно, зависит от её локальной функции внутри потока». По Бому, движение и есть то, что первично; а то, что кажется нам постоянными структурами, есть лишь относительно автономные подчинённые сущности, проявляющиеся из цельности текучего движения и затем растворяющиеся обратно в него в нескончаемом процессе становления.

## Всё есть поток
Это общее понятие далее конкретизируется в третьей главе (Reality and Knowledge considered as Process), на этот раз в качестве аспекта движения, процесса. «Всё не просто меняется, но всё есть поток. Другими словами, то, что есть сам процесс становления, тогда как все объекты, события, сущности, условия, структуры и т. д. лишь формы, которые можно вывести из этого процесса». Его понимание целого — это не то же самое, что парменидовское единство вне пространства и времени. Скорее, подразумеваемая им целостность более схожа с гераклитовым потоком или философией процесса Уайтхеда.